# کراسووا
کراسووا (به چکی: Krasová) یک منطقهٔ مسکونی در جمهوری چک است که در ناحیه بلانسکو واقع شده‌است. کراسووا ۴٫۰۶ کیلومتر مربع مساحت و ۲۴۶ نفر جمعیت دارد و ۵۳۴ متر بالاتر از سطح دریا واقع شده‌است.